# Rue des Capucines
Rue des Capucines je ulice v Paříži. Nachází se na hranici 1. a 2. obvodu. Ulice byla pojmenována po bývalém klášteru kapucínů.

## Poloha
Ulice vede od křižovatky s Place Vendôme a Rue de la Paix a končí na Rue Cambon a Boulevardu des Capucines. Ulice je orientována z jihovýchodu na severozápad. Směrem na východ na ni navazuje Rue Danielle Casanova.

## Historie
Ulice byla zřízena na základě vyhlášky z 5. června 1700 původně jako prodloužení ulice Rue Neuve-des-Petits-Champs. Toto prodloužení posléze získalo vlastní název Rue Neuve-des-Capucines, podle kláštera kapucínů, jehož budovy tvořily pravou stranu ulice.
Během Červencové revoluce došlo v ulici ke střetu mezi vzbouřenci a armádou.

## Významné stavby
- dům č. 4: v roce 1854 zde Louis Vuitton otevřel svůj první obchod
- dům č. 7: na místě domu se nacházely konírny Louise-Marie-Adélaïde d'Orléans, sestry Ludvíka Filipa
- domy č. 8–12: původní palác využívali pařížští starostové Bailly a Pétion jako úřadovnu
- dům č. 9: až do své smrti zde bydlel inženýr a generálporučík Pierre-Dominique Bazaine (1786-1838)
- dům č. 20: v roce 1932 zde otevřela svůj první obchod Nina Ricci, než se roku 1979 přestěhovala na Avenue Montaigne
- domy č. 22–24: na místě dnešních staveb se nacházel palác Hôtel de la Colonnade, který byl v roce 1793 přidělen Bonapartovi, když byl jmenován generálem. Bydlel zde do svatby v roce 1796. V roce 1807 palác získal maršál Francie Louis Berthier. V letech 1814-1815 zde pobýval rakouský císař. Dne 22. března 1842 před domem č. 42 dostal infarkt Stendhal.